# The Motivation Proclamation
The Motivation Proclamation (ang. Proklamacja motywacji) to drugi singel Good Charlotte z płyty o tej samej nazwie. Pracę nadzorował Mark Webb. Teledysk ukazuje grupę podczas porannej pobudki i wypełniającej poranne rytuały (mycie, jedzenie śniadania itp.). Następnie zespół zaczyna śpiewać.  
Joel najbardziej lubi ten kawałek teledysku, w którym Benji je owsiankę.